# Hokaze
L'Hokaze (帆風? lett. "Vento nella vela") è stato un cacciatorpediniere della Marina imperiale giapponese, dodicesima unità appartenente alla classe Minekaze. Fu varato nel luglio 1921 dal cantiere navale di Maizuru.
Servì in prima linea nel corso degli anni venti e dei primi anni trenta. Assegnato alla 3ª Divisione e alla difesa delle portaerei della 4ª Divisione, nei primi mesi di conflitto rimase nelle acque metropolitane giapponesi e poi nella base di Truk; partecipò marginalmente alla battaglia delle Midway e all'invasione dell'isola di Kiska. Per il resto del 1942 rimase impegnato per lo più nel settore delle isole Aleutine; riequipaggiato nei primi mesi del 1943, operò attorno al Borneo e Giava, rimanendo gravemente danneggiato in luglio a causa dell'attacco di un sommergibile. Tornò in servizio attivo solamente nel marzo 1944 e presto fu distaccato presso la 9ª Flotta, attiva nel settore della Nuova Guinea occidentale. Fu silurato e affondato il 6 luglio 1944 al largo di Celebes, mentre faceva rotta per Halmahera, con numerose perdite.

## Servizio operativo

### Costruzione
Il cacciatorpediniere Hokaze fu ordinato nell'anno fiscale edito dal governo nipponico nel 1918. La sua chiglia fu impostata nel cantiere navale di Maizuru il 30 novembre 1920 e il varo avvenne il 12 luglio 1921; fu completato il 22 dicembre dello stesso anno. Fino ai primi anni 1930 operò nelle divisioni cacciatorpediniere di prima linea, quando fu rimpiazzato dai più recenti esemplari classe Fubuki.

### 1941-1942
Nel 1940-1941 l'Hokaze, agli ordini del capitano di corvetta Masahiro Makoshi, era stato unito con il gemello Shiokaze nella 3ª Divisione cacciatorpediniere che, a sua volta, era stata assegnata alla difesa delle portaerei leggere della 4ª Divisione (Ryujo, Junyo): tale formazione, a partire dall'aprile 1941, venne a dipendere dalla 1ª Flotta aerea del viceammiraglio Chūichi Nagumo. Il 28 novembre 1941 l'Hokaze scortò il transatlantico Kasuga Maru convertito in portaerei da Sasebo (dove era avvenuta la trasformazione) fino a Takao e quindi alle isole Palau: vi scaricò velivoli e le due unità tornarono il 12 dicembre a Tokuyama. L'Hokaze ricevette nuovi ordini che lo destinarono a esercitazioni nel Mare interno di Seto, poi il 10 gennaio 1942 fu riassegnato direttamente alla 4ª Divisione portaerei dacché il suo reparto d'appartenenza era stato sciolto. Si spostò a Yokosuka e tra il 4 e il 9 febbraio scortò la portaerei leggera Shoho sino alla base aeronavale di Truk, nei cui pressi rimase conducendo addestramento combinato. All'inizio di aprile fu richiamato a Yokosuka, toccata l'11 del mese: qui l'equipaggio fu informato che era passato sotto il controllo della 5ª Flotta e che nuovo comandante era il capitano di corvetta Tomō Tanaka. Sino al 28 l'Hokaze rimase in bacino di carenaggio, poi il giorno seguente salpò per accompagnare l'incrociatore pesante Nachi (ammiraglia della flotta) fino a Ominato. Da questa base intraprese dunque un regolare servizio di vigilanza antisommergibile nei dintorni di Atsugishi. Il 28 maggio salpò con il resto della 5ª Flotta nel quadro dell'operazione MI e fu assegnato al gruppo d'invasione della remota isola di Kiska: rimase nel settore delle isole Aleutine occidentali fino al 3 luglio, quando fece rotta su Tateyama che raggiunse dieci giorni dopo. Nel locale arsenale ricevette raddobbo e rifornimento completi.
L'Hokaze si portò a Yokosuka, dove prese in consegna la nave appoggio idrovolanti Kimikawa Maru, e il 4 agosto le due unità salparono alla volta di Kiska. Il cacciatorpediniere rimase nella zona sino agli ultimi giorni di settembre, quando dovette rientrare a Yokosuka per rifornirsi ed eseguire un controllo generale; il 1º ottobre, appena arrivato a destinazione, fu informato del passaggio alla 1ª Divisione di scorta di superficie, operante sotto la Flotta dell'Area sud-occidentale (Malaysia, Filippine, ex Indie orientali olandesi, Indocina). Rimesso in piena efficienza, navigò fino a Moji e a partire dal 3 novembre rimase di guardia al viavai di convogli tra il Giappone meridionale e l'Isola di Formosa.

### 1943
In un momento imprecisato dei primi mesi del 1943 l'Hokaze ritornò nelle acque più a nord e il 1º marzo entrò nei cantieri navali Ishikawajima di Tokyo per ricevere nuovo equipaggiamento ed essere estesamente modificato in accordo al suo ruolo di cacciatorpediniere di scorta: perse i cannoni numero 2 e 3, i tubi lanciasiluri a mezzanave, le mitragliatrici leggere, l'apparato sminatore e aggiunse cinque impianti binati di cannoni contraerei Type 96 da 25 mm L/60; a poppa furono sistemati quattro lanciatori di bombe di profondità con complessivi trentasei ordigni. Il dislocamento aumentò un poco e la velocità massima calò a 35 nodi. Infine fu aggiunto un sonar. L'11 aprile partì alla volta di Balikpapan nel Borneo e lì arrivato iniziò subito a scortare i numerosi convogli che facevano la spola dal critico porto petrolifero. Posto agli ordini del capitano di corvetta Gen Yoshinaga a partire dal 15 maggio, l'Hokaze completò missioni anche negli scali di Giava e il 27 giugno lasciò Surabaya per accompagnare un convoglio fino a Rabaul: tuttavia tre giorni più tardi, presso lo Stretto di Makassar, finì sotto l'attacco del sommergibile USS Tresher, un cui siluro quasi gli asportò la prua. Il 3 luglio l'Hokaze fu costretto a fermarsi a Makassar per riparazioni provvisorie, che gli permisero di rientrare a Surabaya, meglio attrezzata. Le riparazioni si trascinarono a lungo e solamente il 18 ottobre, peraltro non del tutto in efficienza, fu capace di riprendere il mare: protesse un paio di convogli sulla rotta Surabaya-Yokosuka e in quest'ultima base si fermò il 28 novembre per il raddobbo definitivo.

### 1944 e l'affondamento
Nel corso dei lunghi lavori all'Hokaze fu assegnato il capitano di corvetta Eiichi Someya quale nuovo comandante (1º marzo 1944); inoltre, sin dal 15 novembre 1943, la 1ª Divisione di scorta di superficie era stata posta sotto il controllo del Comando generale scorte, addetto a coordinare e potenziare la difesa delle fondamentali rotte marittime che innervavano la Sfera di co-prosperità della Grande Asia orientale. Il 21 marzo l'Hokaze partì da Yokosuka e fece arrivare un convoglio al sicuro a Tsingtao, poi il 5 aprile ebbe ordine di raggiungere la 9ª Flotta impegnata nelle dure operazioni in Nuova Guinea occidentale: si portò dunque a Tokyo e il 15 salpò in difesa del convoglio Matsu No. 6, arrivando il 23 aprile a Saipan. Il 5 maggio fu ancora trasferito, questa volta alla 4ª Flotta di spedizione del sud, una componente della Flotta dell'Area sud-occidentale: tuttavia per quasi due mesi il servizio non è ben conosciuto. Il 26 giugno l'Hokaze lasciava Halmahera (dove forse si era fermato nei giorni precedenti) assieme a un convoglio, raggiungendo senza problemi Ambon il 1º luglio. Il giorno seguente dovette urgentemente salpare per Tahuna, scalo principale dell'isola Sangi, allo scopo di recuperare i 118 superstiti della nave da carico Yamamiya Maru: il 5 si fermò a Tahuna e imbarcò nel corso della giornata gli uomini. La mattina del 6 l'Hokaze fece rotta su Halmahera ma dopo poco fu colto di sorpresa dal sommergibile USS Paddle, che rilasciò un fascio di siluri; colpito gravemente, il cacciatorpediniere affondò nel Mar di Celebes circa 105 miglia a nord-nord-est di Menado (3°24′N 125°28′E) e trascinò con sé il capitano Someya, più della metà dei passeggeri e un numero non meglio precisato di membri dell'equipaggio.
Il 10 settembre 1944 l'Hokaze fu radiato d'ufficio dai registri navali.